# Cristina Pizarro Mingo
Cristina Pizarro Mingo (Madrid, España, 20 de noviembre de 1989), conocida como Chini, es una futbolista profesional española. Es la primera jugadora de la historia de la Real Sociedad en marcar un gol en el estadio de Anoeta.  Desde la temporada 2019/20 compite en el EDF Logroño de la Liga Iberdrola.

## Biografía
Su apodo, "Chini", se lo pusieron durante su etapa en el Atlético de Madrid, para diferenciarla de otra compañera que también se llamaba Cristina.
Durante su etapa en el Rayo Vallecano, Chini tuvo que hacer frente a una anomalía cardíaca que logró superar mediante una intervención electrofisiológica terapéutica.

## Trayectoria

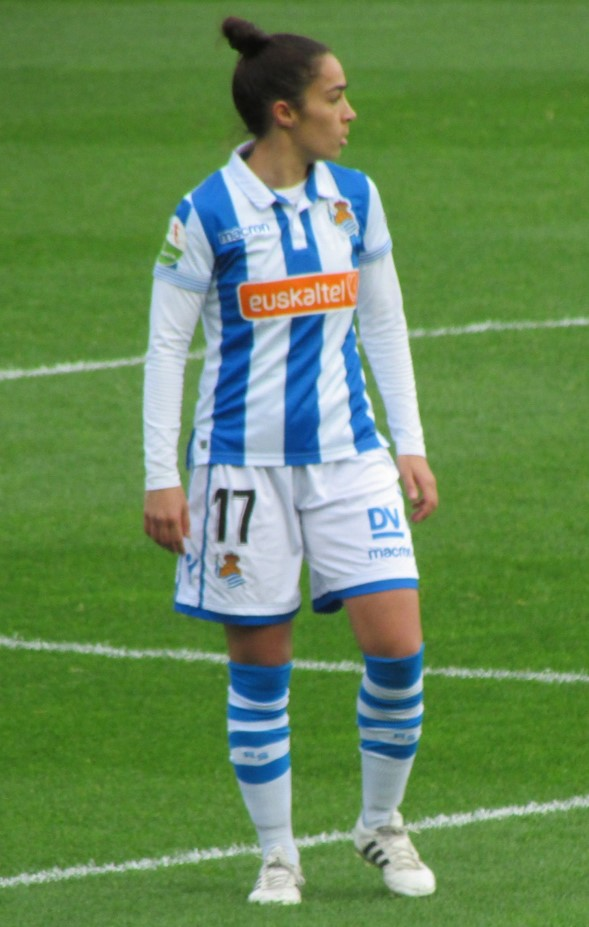
Durante su etapa en la Real. 06-12-2018

Se caracteriza por su buen posicionamiento en el campo, donde desempeña labores de pivote.
Empezó a dar jugar al fútbol con los niños en El Bercial (Getafe).
En 2005, comenzó su trayectoria profesional en las filas del Atlético de Madrid, donde pasó 4 temporadas, y participó en el ascenso a primera de división del equipo colchonero.
En 2009, fichó por el Rayo Vallecano y ganó dos ligas consecutivas, en las temporadas 2009-2010 y 2010-2011,  y participó en 3 ocasiones en la Liga de Campeones Femenina de la UEFA.

En 2014, fichó por la Real Sociedad, tras haber completado la temporada 2013/2014 en la Liga regular con el Sant Gabriel y la Copa de la Reina con el Rayo Vallecano. Su incorporación al conjunto donostiarra, en la temporada 2014-2015, respondía a la necesidad de la Real de reforzar el centro del campo.

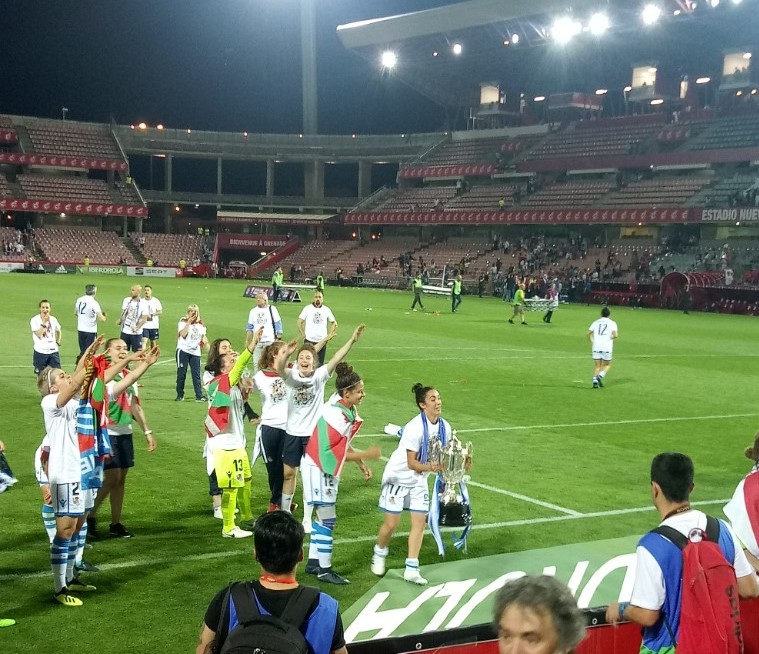
Chini con la Copa de la Reina tras el partido. 11-05-2019.

Desde sus inicios en el equipo txuri-urdin, dejó latente su experiencia en la máxima competición, aunque no fue hasta pasadas las primeras jornadas, cuando desplegó todo su potencial. Justamente cuando estaba ofreciendo su mejor rendimiento en la Real Sociedad y el mismo día que se enfrentaba a sus excompañeras del Rayo Vallecano, sufrió una rotura de ligamento cruzado anterior de la rodilla izquierda, que la mantuvo fuera de los terrenos de juego.
Tras tres temporadas en el equipo blanquiazul, renovó su contrato hasta, la temporada 2018-2019.
El 11 de mayo de 2019, logró su primera Copa de la Reina, con el conjunto txuri-urdin, al imponerse por 1 a 2 al Atlético de Madrid en la final que se disputó en el estadio de Nuevo Estadio de Los Cármenes, y frente a más de 17.000 hinchas de ambos equipos.
Al final de la temporada 2018/2019, la Real decidió no renovar su contrato y Chini fichó por  EDF Logroño, convirtiéndose así en el tercer fichaje del equipo riojano de la temporada 2019/2020.

## Clubes
| Club               | País   | Año        |
| ------------------ | ------ | ---------- |
| Atlético de Madrid | España | 2005- 2009 |
| Rayo Vallecano     | España | 2009- 2013 |
| Sant Gabriel       | España | 2013- 2014 |
| Real Sociedad      | España | 2014- 2019 |
| EDF Logroño        | España | 2019- Act. |

## Palmarés
| Título                              | Club           | País   | Año       |
| ----------------------------------- | -------------- | ------ | --------- |
| Primera División Femenina de España | Rayo Vallecano | España | 2009-2010 |
| Primera División Femenina de España | Rayo Vallecano | España | 2010-2011 |
| Copa de la Reina                    | Real Sociedad  | España | 2018-2019 |

## Premios y reconocimientos

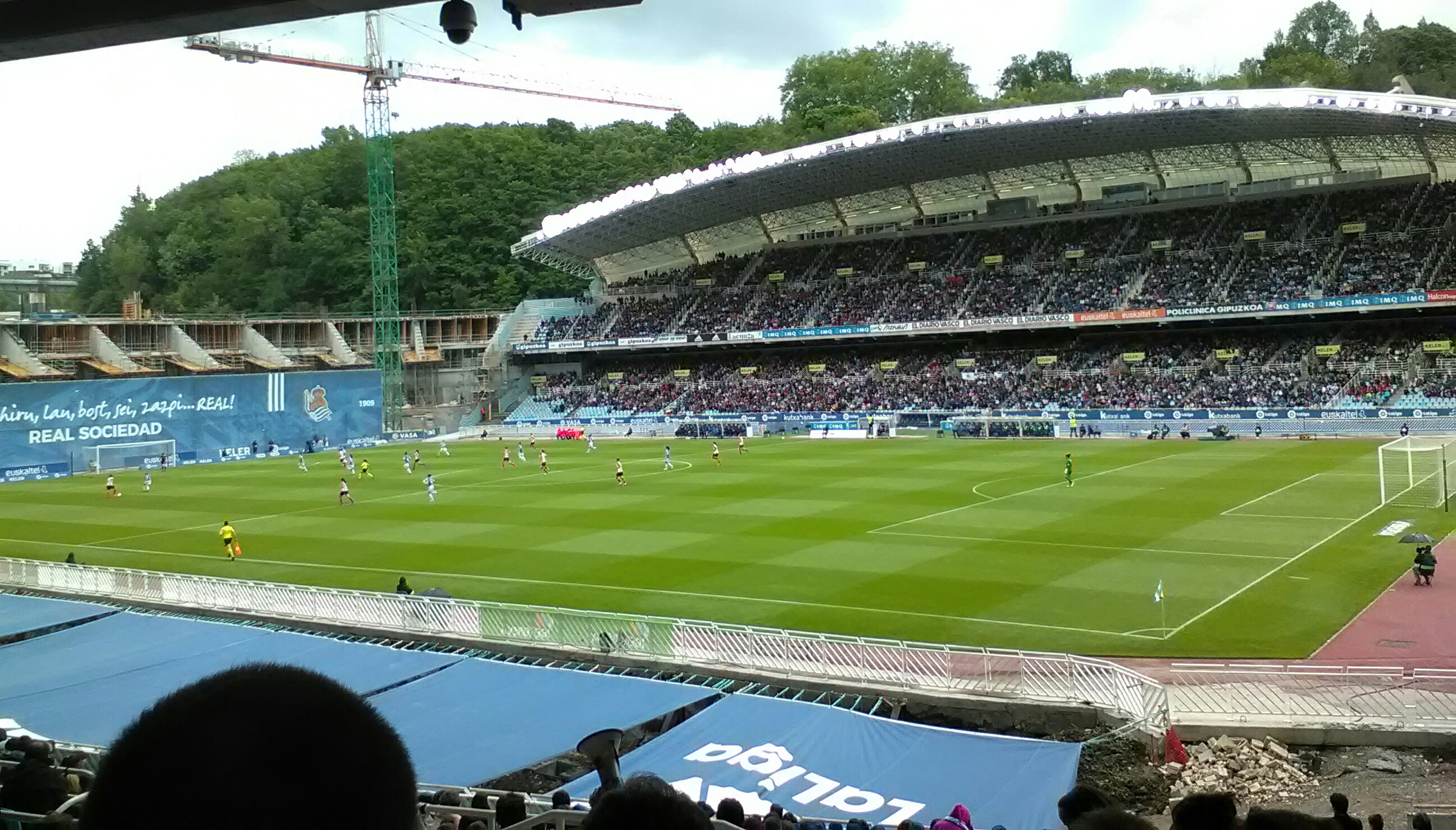
Primer partido oficial del equipo femenino en el Estadio de Anoeta 13-05-2018.

- Desde su primera temporada en el EDF femenino, es una de las capitanas del equipo.
- Es la primera jugadora en marcar un gol en Anoeta con la Real Sociedad en partido oficial. En 2018, el club guipuzcoano abrió por primera vez en su historia las puertas de Anoeta para acoger un partido del primer equipo femenino de la Real Sociedad. El encuentro se disputó contra el Athletic de Bilbao, y el equipo txuri-urdin perdió 1-4. Al derbi vasco acudieron 21.500 hinchas y el gol marcado por el equipo local fue obra de la propia Chini, con un remate en el área del equipo rival. Pese a la derrota, la Real se clasificó para la Copa de la Reina de la temporada 2018-2019.[16][17]
- Ejerció como tercera capitana de la Real Sociedad, por detrás de Sandra Ramajo y Nahikari García.[18][19][20]
- En 2014, Chini fue la primera futbolista no nacida en el País Vasco en incorporarse a la Real Sociedad.[11]